# الملاقي (مورد ماء)
الملاقي هو مورد ماء في سراة بلاد بلقرن في محافظة بلقرن عند التقاء وادي ماسرة مع وادي دحيم شرقي قرى وادي دحيم.